# Skyltstöld
Skyltstöld är stöld av skyltar, vägmärken och liknande anordningar. Tjuven avser oftast att behålla skyltarna som souvenirer.
Skyltar kan stjälas för att budskapet i tjuvens ögon är lustigt - till exempel Gubbträsk i Lappland, Condom i Frankrike eller tidigare Fucking i Österrike, exotiskt - till exempel varningsmärken för älg, eller välkänt - till exempel Abbey Road eller Penny Lane. Samhället Shitterton i Dorset i England, fick ofta sin skylt stulen, vilket nu försvåras av att den är en sten vägande 1,5 ton.
Handlingen räknas normalt som stöld eller egenmäktigt förfarande, men om det är ett vägmärke eller en annan samhällsviktig skylt, så kan det även handla om sabotage. Det kan vara olaga intrång om skylten finns på avspärrat område. I ett fall i USA utdömdes 15 års fängelse för vållande till annans död efter en stöld av ett stoppskylt som ansågs orsakat en dödlig trafikolycka.

## Bildgalleri

Varningsmärke för älg.
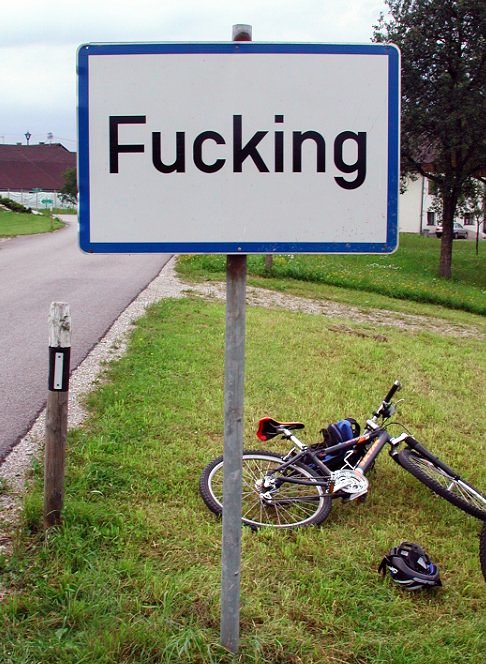
Skylt vid byn som då hette Fucking.
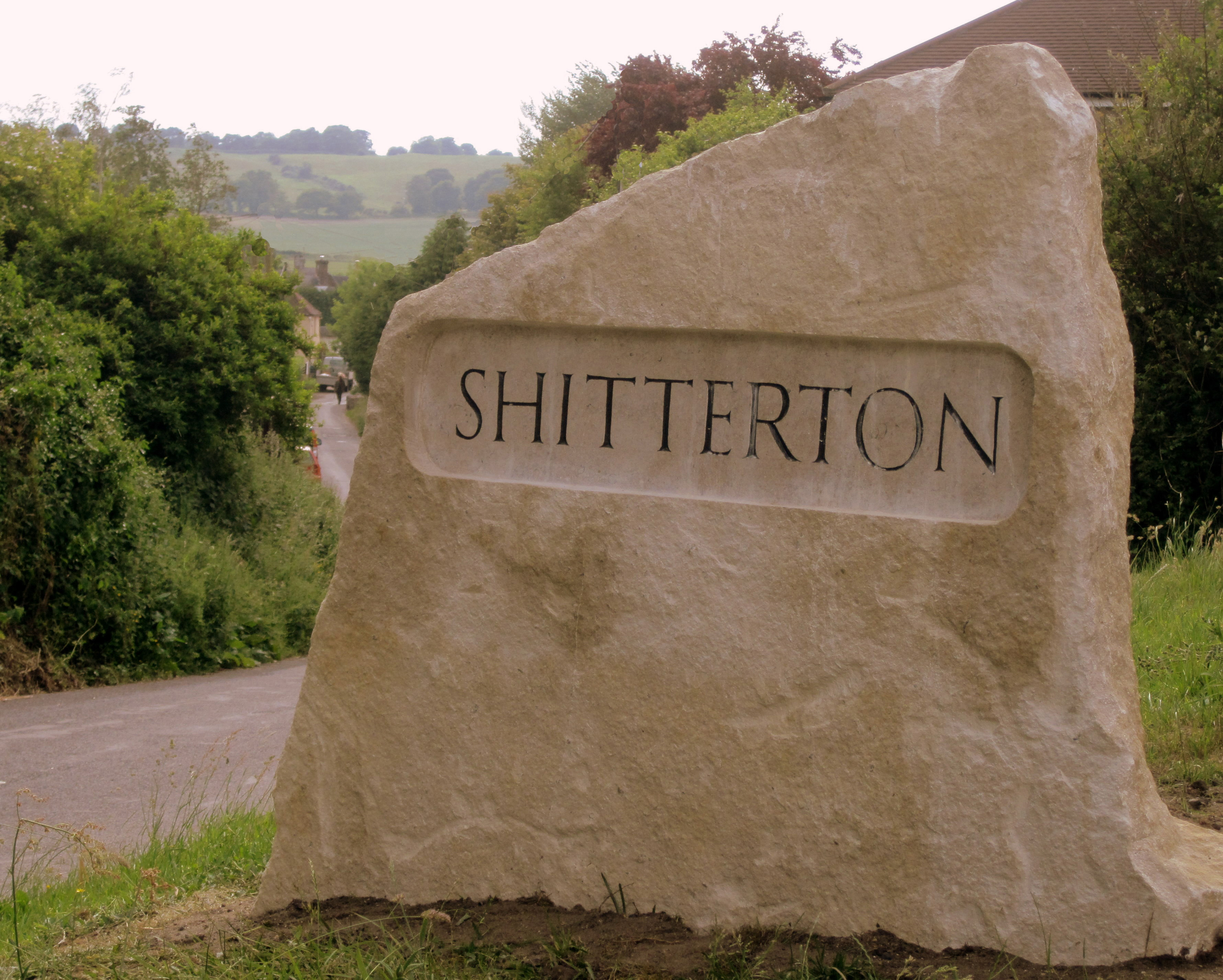
Sten som ersätter vägskylt.